# روس باورز
روس باورز (بالإنجليزية: Ross Bowers)‏ هو لاعب هوكي الجليد بريطاني، ولد في 30 يوليو 1985 في لوتن في المملكة المتحدة.

## وصلات خارجية
- روس باورز على موقع EliteProspects.com (الإنجليزية)
- روس باورز على موقع HockeyDB.com (الإنجليزية)